# Partito Socialista Ecuadoriano
Il Partito Socialista Ecuadoriano (in spagnolo Partido Socialista Ecuatoriano - PSE) è un partito politico ecuadoriano di orientamento socialdemocratico fondato nel 1926 e costituitosi legalmente nel 1933.
Nel 1930 la componente di sinistra rivoluzionaria dette vita al Partito Comunista dell'Ecuador.
Nel 1995, in seguito alla fusione col Fronte Ampio di Sinistra (Frente Amplio de Izquierda), assunse la denominazione di Partito Socialista - Fronte Ampio (Partido Socialista - Frente Amplio - PS-FA), riassumendo il nome originario nel 2014.
In occasione delle elezioni presidenziali del 2006 sostenne la candidatura di Rafael Correa, esponente di Alianza País, che divenne Presidente.
Inizialmente di ispirazione marxista-leninista, ha ufficialmente abbracciato la socialdemocrazia nel 2020, quando ha siglato un'alleanza col Movimiento Concertación. Le due forze politiche appoggeranno César Montúfar alle elezioni presidenziali del 2021.

## Risultati elettorali
| Elezione          | Seggi   |
| ----------------- | ------- |
| Parlamentari 2002 | 3 / 100 |
| Parlamentari 2006 | 1 / 100 |
| Costituente 2007  | 0 / 130 |
| Parlamentari 2009 | N.D.    |
| Parlamentari 2013 | 0 / 137 |
| Parlamentari 2017 | 0 / 137 |